# Província d'Annobón
La província d'Annobón és una de les 7 províncies de Guinea Equatorial i comprèn l'illa d'Annobón.
És el territori més allunyat de la zona continental africana. Es localitza molt prop de l'illa de Sao Tomé a Sao Tomé i Principe a l'interior del golf de Guinea. La seva capital és la ciutat de San Antonio de Palé.

## Geografia
Es localitza entre els 1°26'07" S i els 5°37'51" O. Està conformat per Annobón i les seves illes limítrofes. La seva capital se situa en l'extrem nord de l'illa. Els altres tres poblats es troben el sud de l'illa: Anganchi, Aual i Mabana. El punt més alt és el Quioveo a 598 metres sobre el nivell del mar. Posseeix un llac interior denominat Llac A Pot, situat a la zona central de l'illa.

## Demografia
La població el 2013 era de 20.741 habitants, segons la Direcció general d'Estadístiques de Guinea Equatorial.

## Divisió político-administrativa
La Província està constituïda dels següents municipis i districtes
- Municipis
  - San Antonio de Palé
  - Mabana
- Districtes
  - Annobón (amb 3 Consells de Poblats): Anganchi, Aual i Mabana